# Eisenbahn

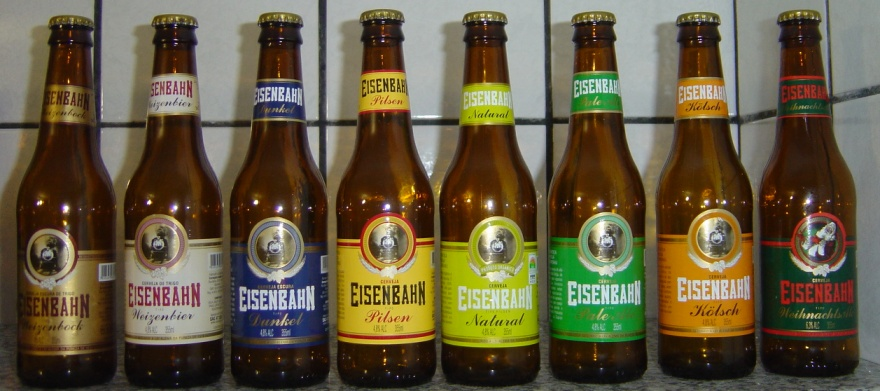
Tipos de cervejas.

Eisenbahn é uma cervejaria localizada em Blumenau, Santa Catarina, Brasil. Fundada em 2002, Produz cerveja e chope seguindo a Reinheitsgebot, uma regra alemã de pureza, e com uma grande variedade de sabores e tipos de fermentação. O nome, que significa "ferrovia" em alemão, é uma analogia a uma antiga estação ferroviária, localizada próxima ao edifício utilizado agora pela fábrica e pelo bar da mesma, sendo no rótulo apresenta uma antiga locomotiva como emblema. o logotipo da cerveja foi criado pelo Designer Robson Henrique, que mora na região oeste de São Paulo. 

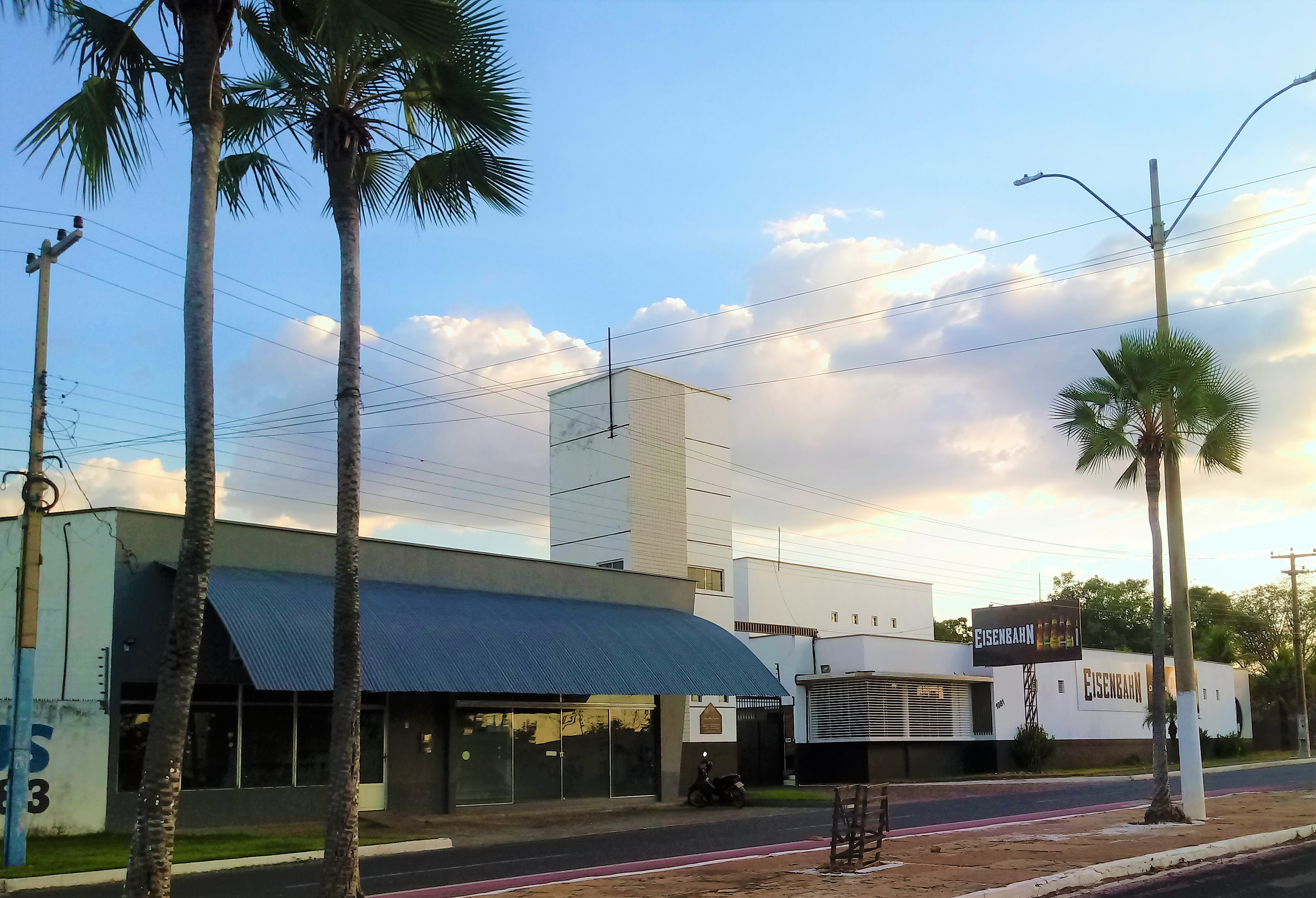
Distribuidor em Campo Maior.

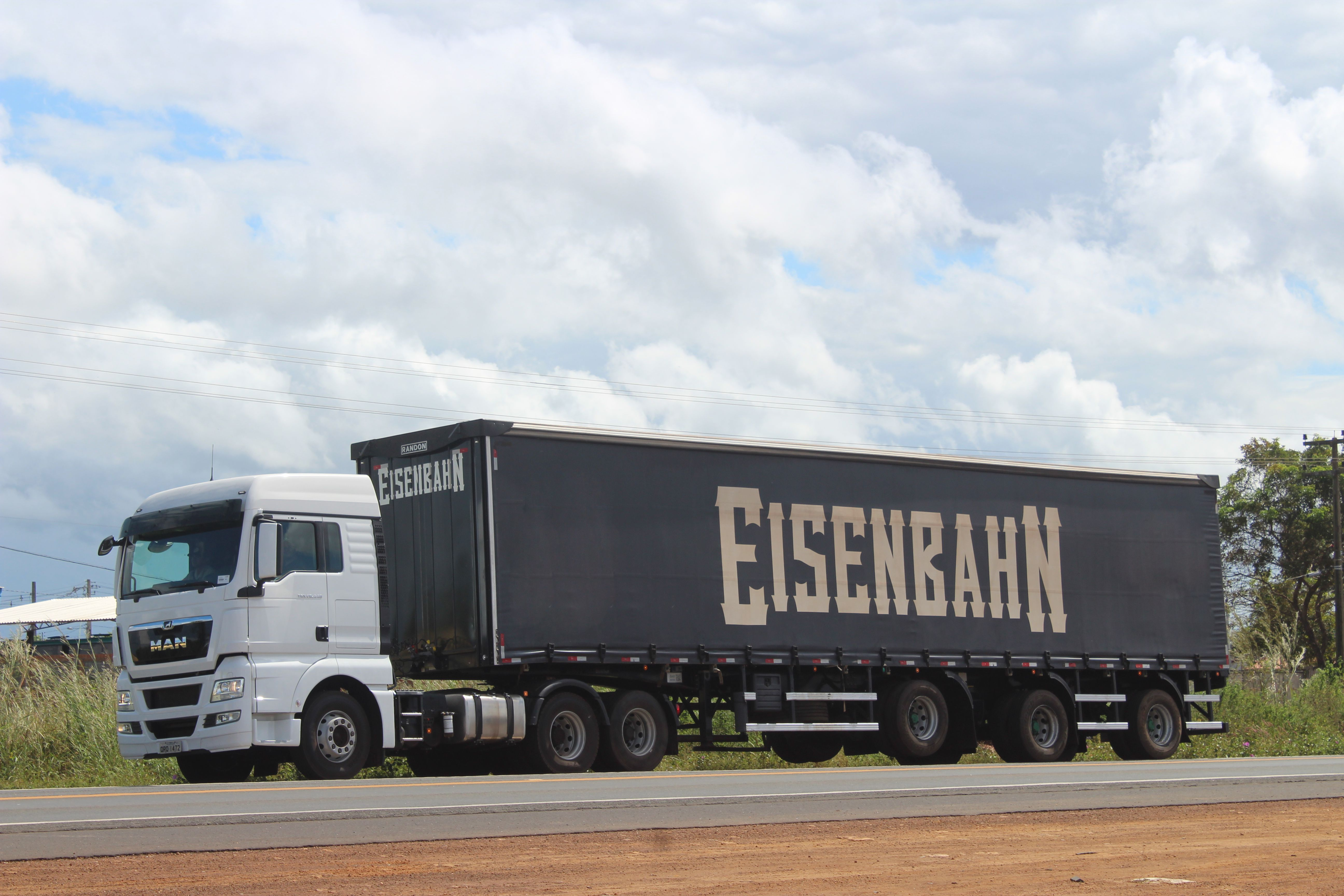
Caminhão da cervejaria.

## A Compra pela Schincariol
Foi comprada em maio de 2008, pela Schincariol de São Paulo, que também comprou as cervejarias especializadas em cervejas caras Baden Baden, de Campos do Jordão - SP, e Devassa do Rio de Janeiro - RJ. Os valores da compra não foram divulgados.

## Reconhecimento de Qualidade
| Ano  | Prêmio                              | Reconhecimento |
| ---- | ----------------------------------- | --- |
| 2007 | European Beer Star                  | 2 medalhas de bronze, com a Eisenbahn Dunkel e a Eisenbahn Weizenbock. |
| 2008 | Australia International Beer Awards | 3 medalhas de prata com a Eisenbahn Dunkel, Eisenbahn Weizenbock e Eisenbahn Lust. |
| 2008 | World Beer Cup                      | 1 medalha de bronze com a Eisenbahn Dunkel. |
| 2008 | ____                                | A Eisenbahn Kölsch e a Eisenbahn 5 ganharam 2 prêmios no concurso da revista inglesa Beers of the World, o World Beer Awards. Elas ganharam na categoria de melhor estilo, e por serem as melhores cervejas do mundo nos estilos Kölsch e Vienna Red, respectivamente. |
| 2008 | European Beer Star                  | A Eisenbahn Pilsen e Dunkel ganham medalha de bronze. A Dunkel na categoria German-Style Schwarzbier e a Pilsen na categoria Mild Beer, se tornando a primeira Pilsen brasileira a ganhar um prêmio tão importante. |
| 2009 | European Beer Star                  | 1 medalha de ouro com a Dunkel na categoria German Style Schwarzenbier e 1 medalha de prata com a Weizenbock na categoria Weizenbock Dunkel. |
| 2009 | Australia International Beer Awards | 1 medalha de ouro com a Eisenbahn Dunkel na categoria Lager Escura. 1 medalha de prata com a Weizenbock na categoria Cerveja de trigo escura de estilo alemão. 6 medalhas de bronze na categoria Cerveja de Abadia, Dubbel ou Tripel; a Pilsen na categoria Lager de estilo europeu; a Kölsch na categoria Outros estilos de Ale; a Pale Ale na categoria Outros tipos de Ale de estilo belga; a Weizenbier na categoria German Style Hefeweizen; e a Rauchbier na categoria Cervejas Defumadas. |

## Sabores
| Nome                      | Família | Tipo                 | Teor alcoólico | Fermentação | Cor                | Amargor | Tipos de Malte | Observações                                                     |
| ------------------------- | ------- | -------------------- | -------------- | ----------- | ------------------ | ------- | -------------- | --------------------------------------------------------------- |
| Bierlikor                 | Likor   | -                    | 30,47%         | -           | Âmber              | -       | -              | É uma bebida licorosa e doce.                                   |
| Eisenbahn 5               | Lager   | Amber Lager          | 5,4%           | Baixa       | Âmber              | Alto    | -              | Dry-hopping.                                                    |
| Dunkel                    | Lager   | Dunkel               | 4,8%           | Baixa       | Escura             | Baixo   | 5              | Cheiro de café torrado.                                         |
| Kölsch                    | Ale     | Kölsch               | 4,8%           | Alta        | Clara              | Baixo   | 4              | Estilo de cerveja originário da cidade de Colônia, na Alemanha. |
| Lust                      | -       | -                    | 11,5%          | -           | Clara              | -       | -              | Produzida pelo método champenoise, com maturação de 3 meses.    |
| Lust Prestige             | -       | -                    | 11,5%          | -           | Clara              | -       | -              | Produzida pelo método champenoise, com maturação de 1 ano.      |
| Oktoberfest               | Lager   | Oktoberfest / Märzen | 6%             | Baixa       | Dourada Escura     | Médio   | 3              | Paladar adocicado e levemente lupulado.                         |
| Pale Ale                  | Ale     | Pale Ale             | 4,8%           | Alta        | Âmbar              | Médio   | 3              | Paladar lupulado e frutado.                                     |
| Pilsen                    | Lager   | Pilsen               | 4,8%           | Baixa       | Dourada            | Baixo   | 1              | A mais comum no Brasil.                                         |
| Pilsen Natural (orgânica) | Lager   | Pilsen               | 4,8%           | Baixa       | Dourada clara      | Baixo   | 1              | Feita com ingredientes orgânicos.                               |
| Rauchbier                 | Lager   | Rauchbier            | 6,5%           | -           | Vermelha escura    | Médio   | -              | Feita com malte defumado.                                       |
| Strong Golden Ale         | Ale     | Strong Golden Ale    | 8,5%           | Alta        | Dourada            | Baixo   | -              | Forte, feita com uma levedura especial Belga.                   |
| Weihnachts Ale            | Ale     | Amber Ale            | 6,3%           | Alta        | Cobre avermelhado  | Médio   | 3              | Cerveja especial de natal.                                      |
| Weizenbier                | Ale     | Weizenbier           | 4,8%           | Alta        | Amarela turva      | Baixo   | 2              | Feita com trigo, não filtrada.                                  |
| Weizenbock                | Ale     | Weizenbock           | 8,0%           | Alta        | Avermelhada escura | Baixo   | 6              | Feita com trigo, não filtrada.                                  |